# Махарадзе, Автандил Иванович
Автанди́л Ива́нович Махара́дзе (груз. ავთანდილ ივანეს ძე მახარაძე; род. 16 июля 1943, Батуми) — советский и грузинский актёр.
Наибольшую известность Махарадзе принесли роли диктатора Варлама Аравидзе и его сына Авеля в фильме «Покаяние» Тенгиза Абуладзе. Народный артист Грузинской ССР (1988).

## Биография
Автандил Иванович Махарадзе родился в актёрской семье 16 июля 1943 года в Батуми, там же закончил школу. Рано осиротел, оставшись без отца в годовалом возрасте. В 1965 году окончил актёрский факультет Тбилисского театрального института имени Руставели (мастерская А. Тавзарашвили).
В 1965—1966 годах работал в Зугдидском театре имени Ш. Дадиани. С 1966 по 1992 годах служил в Театре имени Руставели. После окончания театральной карьеры Махарадзе целиком посвятил себя профессии киноактёра и преподавателя актёрского мастерства.
В британском фильме «Архангел» (2005) исполнил роль Иосифа Сталина.

## Театральные работы
- «Король Лир» (1987)
- «Жизнь есть сон» (1992) — Театр имени Руставели.
- «Ричард III» (три роли)

## Актёрские работы
- 1965 — Страницы прошлого (киноальманах) — Сико
- 1971 — Тихая обитель / Mkudro savane — Симон Берашвили
- 1973 — Приключения Лазаре / Lazares tavgadasavali — слепой
- 1976 — Как утренний туман
- 1980 — Цель
- 1981 — Путь домой — канцелярист
- 1984 — Покаяние — Варлам Аравидзе / Авель Аравидзе
- 1988 — Житие Дон Кихота и Санчо — хозяин постоялого двора
- 1988 — Полет птицы — Андрей Андреевич
- 1988 — Фонарь на ветру
- 1989 — Переселение / Seobe — Вук Исакович
- 1991 — Вне
- 1991 — Избранник — Джуна
- 2003 — Чёрная метка — Аждар Ханбабаев
- 2004 — Национальная бомба — монтажёр
- 2005 — Архангел — Сталин
- 2012 — Все ушли — Циса
- 2017 — Заложники — отец Сандро
- 2023 — Жизнь как будто хороша — Саят-Нова

## Признание
- 1987 — МКФ в Чикаго (Приз «Серебряный Хьюго» за лучшую мужскую роль, фильм «Покаяние»)
- 1987 — Премия «Ника» (За лучшую мужскую роль, фильм «Покаяние»)
- 1988 — Народный артист Грузинской ССР
- 1993 — Международный кинофестиваль «Золотой орёл» в Тбилиси (Приз за лучшую мужскую роль, фильм «Вне»)
- 2015 — Почётный гражданин Батуми
- 2023 — Почётный гражданин Тбилиси[2]